# 137 مالبويا
137 مالبويا (بالإنجليزية: 137 Meliboea)‏ هو كويكب كبير ومعتم يتخذ مداراً حول الشمس، في حزام الكويكبات وقد تم اكتشافه من قبل الفلكي النمساوي يوهان بليسا في 21 أبريل عام 1874، ويعتبر ثاني كويكب يكتشفة يوهان بليسا من اصل 122 كويكبا. اكتشف هذا الكويكب باستخدام مقراب انكساري صغير يبلغ قطره ست بوصات في مرصد مدينة بولا.
سمي بهذا الاسم نسبة لمالبويا، زوجة ماغنيس، في الأساطير اليونانية. وهو أكبر جرم في عائلة مالبويا من الكويكبات التي تشترك في نفس العناصر المدارية.فقط الكويكب أني 791 يقترب من حجمه.
ويعتبر هذا الكويكب من النوع سي يتكون من المواد الكربونية. كويكب من النوع سي أو (C-type), هو كويكب كربوني من أكثر الأنواع توافراً حيث يشكل ما نسبته 75% من مجموع الكويكبات المعروفة 
قياسات الضوء لهذا الكويكب التي تمت في مرصد تورينو في إيطاليا خلال 1990-1991, استخدمت لتحديد فترة الدوران وتم تقديرها بحوالي 15.28 ± 0.02 ساعة. وجدت دراسة أجريت عام 2009 في مرصد أرغن ميسا في لاس كروسيس ان الفترة 25.676 ± 0.001 ساعة، وتباين السطوع 0.16 ± 0.02 في الحجم، نتيجة لذلك استبعدت مدة 15 الساعة التي تم تحديدها في الدراسات السابقة
وخلال عام 2002، رصد 137 مالبويا بواسطة الرادار في مرصد أرسيبو .وتطابقت الإشارة مع قطر يبلغ من 144 ± 16 كم. وهذا يتفق مع أبعاد الكويكب المحتسبة من خلال وسائل أخرى .

## وصلات خارجية
- 137 مالبويا في قاعدة بيانات مختبر الدفع النفاث لأجرام النظام الشمسي الصغيرة

- الاكتشاف · مخطط المدار ·  العناصر المدارية · المعلمات المادية

## اقرأ أيضا
- حزام الكويكبات
- عائلة كورونيس
- كويكب من النوع أس
- كورونيس 158
- اوردا 167
- 263 درسدا
- 277 الفيرا